# 妖怪ハンター
『妖怪ハンター』（ようかいハンター）は、諸星大二郎による日本の漫画。別題『稗田礼二郎シリーズ』『稗田礼二郎のフィールド・ノートより』など。

## 概要
異端の考古学者・稗田礼二郎が日本各地の様々な場所を学術調査で訪れ、その地の歴史や伝承などを独自の視点で再検証し、その結果、超次元的・超自然的な事件に遭遇していく様を描く。諸星にとって初めての連載作品であり、『週刊少年ジャンプ』1974年37号から41号にかけて『妖怪ハンター』のタイトルで、最初のシリーズが連載された。同増刊1976年8月号に『生命の木』が掲載されて以後は、発表の場を集英社の『週刊ヤングジャンプ』『ベアーズクラブ』『ウルトラジャンプ』、講談社の『メフィスト』など、青年誌に移して断続的に連載。2020年現在の最新作は『ウルトラジャンプ』にて2009年から不定期連載されている『妖怪ハンター 稗田の生徒たち』。

## 題名について
『妖怪ハンター』という題名は、『週刊少年ジャンプ』での連載当時の担当編集者の命名である。しかし、いわゆる「妖怪」はほとんど登場せず、登場しても主人公の稗田礼二郎がハンターとしてそれを捕獲したり退治したりすることは基本的にない。実際、作中で稗田が妖怪ハンターと呼ばれることもほとんどない。『死人返り』や『赤い唇』では怪異に対抗する手段を用意するなどしているが、最終的に稗田が事件の解決者として機能するというのも本旨とはいえず、稗田は異端にせよ終始、傍観者の立場にとどまっている。
諸星自身はこの題名が気に入らなかったことを単行本『海竜祭の夜』のあとがきでコメントしており、後年に雑誌で発表された作品の多くは『稗田礼二郎シリーズ』『稗田礼二郎のフィールド・ノートより』『稗田のモノ語り』など、別のシリーズタイトルがつけられているが、単行本や文庫でそれらが纏められる場合は『妖怪ハンター』のタイトルが冠せられることが多い。
『ナイトランド・クォータリー Vol.12』のインタビューでは、担当の意見で自身が提案した『妖怪狩り』という題名から『妖怪ハンター』に変更した経緯あるが、自身が気に入らなかったと評したというのは事実ではないと否定している。
『月刊アフタヌーン』誌に掲載された読切『それは時には少女となりて』にて本シリーズの登場人物である大島潮と渚、『妖怪変化 京極堂トリビュート』に掲載された作品『描き損じのある妖怪絵巻』にて稗田が登場しているが、これらには『妖怪ハンター』のタイトルが単行本時にも冠されたことはない（両作とも、単行本『闇の鶯』に収録）。

## 登場人物
稗田 礼二郎（ひえだ れいじろう）
主人公にして、本作の語り部。元K大考古学教授。日本中の様々な「奇怪な事件」の研究を生業としており、いくつかの大学の客員教授や著述活動も行っている。異様な事例や奇怪な題材ばかりを研究対象に扱うことから、若い学生やマスコミから「妖怪ハンター」というアダ名を付けられている。第1話となる『黒い探求者』の雑誌初掲載、および初単行本では、あまりに異端な意見を持つということで日本考古学会を追放されたこととなっていたが、この設定はのちの版では抹消されている。
長身痩躯で、黒い長髪がトレードマーク。『黄泉からの声』第二章における天木末加との会話の中で「20年前からこの髪型」と語っている。その上でいつも黒いスーツに黒いネクタイという黒ずくめの出で立ちであるが、田舎での長期滞在を伴う調査や発掘作業などのシーンも多く、開襟ノータイ、袖、裾をまくった姿もよく見られる。
年齢は不詳。1974年に作品が発表された当時から現代まで、明確に加齢の描写はされていない。作中の設定において、歳月が経過していないわけではないのは、後述の天木美加などの描写から明らか。また『稗田のモノ語り』においては、中年的な容姿の研究者を君づけで呼んでおり、容姿には変化がないが加齢はしていると解釈できる描写もある。
名前は『古事記』暗誦者の稗田阿礼から採られている。
他メディア展開された際に稗田を演じたのは、1991年の映画『ヒルコ／妖怪ハンター』では沢田研二、2005年の映画『奇談』では阿部寛。
天木 美加（あまぎ みか）
飛行機事故に巻き込まれたことを切っ掛けに、不思議な力を身に付けた少女。『花咲爺論序説』終盤で登場後、『天孫降臨』三部作などの「生命の種子」に関するエピソードにおいて重要な役割を果たす。『黄泉からの声』二部作でも第二章でゲスト的に登場している。
登場する度にリアルタイムに成長している数少ない登場人物でもある。幼いころからの超常の体験もあってか、少々ズレたところもあり、岩陰越しとはいえ、成人男性である稗田や兄の薫と混浴しているなどブラコンの気もある。
天木 薫（あまぎ かおる）
美加の兄。飛行機事故に巻き込まれたことを切っ掛けに、不思議な力を身に付けた少年。『花咲爺論序説』より妹と共に登場することが多い。『天孫降臨』三部作では天の鹿児弓と天の羽々矢で土蜘蛛を撃退するなど、主役的な活躍をする。『夢見村にて』においても主役を務める。民俗学を専攻する大学生となっているが、10代の半ばに超常の体験をしたせいか、遅めの思春期に突入したようで、夢の中で稗田に乳房がある姿を見るなどして戸惑っていた。当の稗田からはシスコンだと見られている。
橘（たちばな）
『花咲爺論序説』から登場。稗田と同じく、学会からは異端扱いされるような奇矯な学説を数多く唱えている在野の民俗学者。髭面で野性的な風貌をしている。不死をもたらす「生命の種子」を見つけることをライフワークにしており、目的のためには手段を選ばない。
『天孫降臨』の第三章終盤にて死亡する。
瓜生 織江（うりゅう おりえ）
『幻の木』から登場。東京・西麻布の社長夫人。「瓜生」は結婚前の旧姓。故郷の山村を出て以後の自分の生活が無意味なものであったと思い、夫の死をきっかけに失踪し、故郷に戻り、当時男の子と一緒に遊んだ巨木を探す。彼女の正体は生命の木を代々祭る巫女「瓜子姫」の家系であった。
天野 達雄（あまの たつお）
『幻の木』から登場。住所不定の前科者で、織江の夫を殺した犯人。かつて織江が巨木の下で一緒に遊んでいた男の子でもある。織江と時期を同じくして、故郷の山村に戻って来たが、巨木を見たいと思うと同時に怖れるという複雑な感情を抱く。彼の正体は「木に近づく者を殺す者」であり、稗田は「瓜子姫に対するアマノジャクを演じる家系ではないか」と推測した。刑事に射殺されるが、実は彼はアマノジャク以外に、桃太郎の役目も持っていた。
『川上より来りて』において織江と、織江に同化した天野の魂は「生命の木（高木の神）」と邂逅し、その後は行方不明。時を同じくして、川上から赤ん坊が流れてきて、「高木の神さんが授けてくれた」として老夫婦に拾われた（赤ん坊の性別が明らかでないので、「瓜子姫」なのか「桃太郎」なのかも不明）。
大島 潮（おおしま うしお）
西日本の海沿いの街「粟木」に住む男子学生。力が強いとか特殊な能力がある訳ではないが、いつからか奇妙な存在との関りが増えていき、騒ぎに巻き込まれた渚を助けるために奮闘することが多い。
『うつぼ舟の女』で初登場。その時に知り合った稗田と文通をしていて、自分が遭遇した奇妙な事件のレポートを稗田に送っている。粟木を舞台にしたエピソードの多くは「潮から稗田への手紙の内容を紹介する」という形をとっており、稗田本人は出てこないことが多い。
初登場時は中学生だったが、『それは時には少女となりて』登場時には高校生となっている（渚も同様）。
小島 渚（こじま なぎさ）
『うつぼ舟の女』で初登場。潮の女友達。ポニーテールの活発な少女。奇妙な存在に憑依されやすく、場合によっては身体から魂が抜けてしまいやすい体質で、それが原因で危機に陥ることが多い。
赤井 貴信（あかい たかのぶ）
連作シリーズ『稗田のモノ語り』に登場。
稗田の後輩にあたる若い考古学者で助教授。幼い頃からの憧れである邪馬台国の発見を夢見ている。
稗田と共に魔障ヶ岳を調査しに行った際「モノ」と遭遇、「モノ」に「魔」という名を与える。それ以降、日本史を塗り替えるほどの考古学的大発見を繰り返してマスコミの寵児となるが、捏造を疑う者も出るようになった。最後には耳成山を卑弥呼の墓と断定し（作中では奇行のように描写されているが、少なくとも耳成山が古墳だという説は実際に存在する）、たったひとりで掘り進めるうちに、心筋梗塞で死亡。死後、赤井の発見は捏造の疑惑が濃厚とされた。
「魔」
連作シリーズ『稗田のモノ語り』に登場。
赤井によって名付けられた「モノ」。赤井の助手の男性「黒田」、あるいは赤井の婚約者の女性を詐称して行動する。赤井が生きている間は自らを赤井にとっての幸魂奇魂と称し、赤井のために考古学的大発見を捏造したり、捏造の証拠を手に入れようと赤井の身辺を探る記者を殺していたが、赤井の死後は稗田の「モノ」に名を付けさせるべく暗躍。稗田の行く先々で幻覚を見せたり事故を引き起こす。
最後には携帯電話を使って魔障ヶ岳に集まった人々を扇動し、稗田の「モノ」に名を与えようとしたが、稗田が祟り神を祓うための祝詞を唱えて「モノ」を魔障ヶ岳から追い出したことで失敗。しかし「魔」自体は稗田の「モノ」が消えた後もしぶとく生き残り、行動を続けている。
信田 昭一（しのだ しょういち）
連作シリーズ『稗田のモノ語り』に登場。
修験道を志す中年男性。若い頃からの宗教オタクで、いくつかの新興宗教を巡るうちに修験道に辿り着いた。
魔障ヶ岳を通る古い行者道を踏破する道すがら、稗田らを魔障ヶ岳の遺跡へ道案内した際に「モノ」と遭遇。「モノ」に「神」という名を与えたことで験力を得、以降「霊信院（れいしんいん）」と名乗るようになる。しかしながら、「モノ」の力を過信するあまり、役行者のように神を使えるようになったと称して修験道を軽んじるようになったため、他の修験者からは「天狗山伏」と呼ばれて後ろ指をさされていた。また、「モノ」が作り出した「天狗の宝器」を在野の人々に配布しており、結果として病気が快癒したり、霊感を得たりする者もいたが、弟子志願者はおろか感化されて奇矯な振る舞いに走る者までが続出するようになった。
後に羽黒山・三鈷沢で稗田と再会。神を気取り人を惑わせるのをやめるよう説得を試みた稗田の前で宙に浮いてみせたが、稗田に「神」であることを否定された「モノ」が姿を消したために験力を失い、地面に落ちて死んだ。
岩淵 翔子（いわぶち しょうこ）
連作シリーズ『稗田のモノ語り』に登場。
旧家の末裔の若い女性。かつて「神上 嵩（こうがみ たかし）」というフリージャーナリストの恋人がいたが、イラクでテロに巻き込まれて死亡している。岩淵家の先祖は江戸時代に魔障ヶ谷から「天狗の宝器」を持ち帰り神通力を得たものの、後に発狂したと伝えられている。
自宅の蔵から「天狗の宝器」が見つかったことから、自身が過去に経験した神秘体験と「天狗の宝器」の関係を探るため魔障ヶ岳へ向かい、山中の籠もり堂で稗田らと合流。やがて「モノ」と遭遇し、「モノ」にかつての恋人の名を与えた。そのために「モノ」は神上そっくりの記憶喪失の男性となって現れ、彼女と同居するようになったが、時が経つにつれて自らの存在に疑問を抱くようになり、翔子の前から姿を消してしまう。翔子自身も、「モノ」の子を身ごもったまま行方をくらませた。
岩田 狂天（いわた きょうてん）
連作シリーズ『稗田のモノ語り』に登場。
宗教団体「狂天騒神会」の主催。モヒカン刈りにサングラスという出で立ちで、説法をライブハウスでラップ調で行うという独特の手法で若者に人気を得ている。
実は信田から「天狗の宝器」を与えられ、「自分の神」とそれによる霊感を得た者のひとり。人を食った立ち振る舞いとは裏腹に、稗田にまとわりつく「モノ」を見たり、また弟子と3人がかりではあるが「魔」にも対抗できる能力を持つ。ただし、「自分の神」が本物なのかどうか、そもそも本物の神とは何なのかに疑念を抱いており（岩田の「神」は作中では具体的に描写されないが、少なくとも「モノ」とは別の存在である）、結果「モノ」の行く末に興味を持って独自の行動を取り、赤井・信田・翔子の末路を目の当たりにして「モノ」を返すことを決意した稗田と共に魔障ヶ岳へ入る。

## 用語
擬似生命
『週刊少年ジャンプ』連載時の最終エピソードである『死人帰り』におけるキーワード。人間の属する生命系統（以下「現生命」）とは別の系統樹に属する存在であり、本質的に邪悪な怪物たちのこと。伝説の中に現れる様々な妖怪や怪物の正体がこの「擬似生命」だとしており、『黒い探求者』に登場した怪物「ヒルコ」も擬似生命の一種に含まれる。
現生命と擬似生命は、いずれも混沌とした原始地球において「何か」から生み出されたとされ、長い地球史の中で現生命が地上の支配種となり擬似生命は日陰者となった。この二つの生命を生み出した「何か」の正体は巨大な球状の「超生命体」で、日本ではアメノミナカヌシ、聖書ではエホバ、ニュージーランドではイオ、ポリネシアではタナロマと、あらゆる国の神話で原初の神とされている存在でもある。
擬似生命の生態や描写を含め、エピソード自体にコズミック・ホラーの影響が垣間見え、以降の作品とは若干異なる趣きを持つ。諸星自身も「作品として不満足なものである」とし、最初の単行本（1978年刊行、ジャンプスーパーコミックス）以外には掲載されず、文庫化時に初めて再録された。
前述のものとは別だが、『淵の女』のように人を象った人形（ひとがた）が仮初の生命を得て河童となり、人の尻子玉を奪いとって人に化けるというエピソードもある。
生命の種子
『花咲爺論序説』、『幻の木』、『川上より来りて』、『天孫降臨』三部作におけるキーワード。超自然的な存在である「生命の木」が作り出す種子であり、死んだ者を生き返らせたり、何もないところから人間を生み出したりできる。
稗田は世界各地にある樹木信仰と「生命の木」の関わりについて独自の仮説を立てており、それの実証のために生命の木、そして生命の種子を追う中で、種子を狙ういくつかの勢力と命がけの争奪戦を繰り広げた。
なお、1976年に発表された『生命の木』にも「生命の木（の実）」なるものが登場するが、この時は生命の種子に関する話が全く出てこないため、ここでの「生命の木」が「生命の種子を宿す生命の木」と同一のものなのかは不明である。
粟木（あわき）
西日本にある海沿いの街。漁業が盛んであり、海や漁業文化に根ざした伝承がいくつも伝わっている。『うつぼ舟の女』、『海より来るもの』、『六福神』、『帰還』、『鏡島』など、多数のエピソードの舞台となっている。
粟木を舞台にしたエピソードでは潮と渚を主人公として、ヒルコ、うつぼ舟、七福神、補陀落渡海など海上他界に関する謎と不思議が語られる。
「モノ」
御霊山山系にある魔障ヶ岳の洞窟の奥底にいた存在。名前と形を持たず、名を与えられることでその名に応じた特性を得る。稗田は「モノ」に対して、折口信夫が分析した日本人の信仰対象の4種類「かみ」「おに」「たま」「もの」のうちの「もの」との関連性を見出している。なお折口は実際に「日本人のたましいはまなあである」という説を出している。
連作シリーズ『稗田のモノ語り』はこの「モノ」についての物語であり、神の名を持つ「モノ」、魔の名を持つ「モノ」、人の名を持つ「モノ」、名を与えられなかった「モノ」が登場する。
天狗の宝器
「モノ」が自分の周りにある物を使って作る、鉄・石・土などが混ざり合った奇妙な物体。『稗田のモノ語り』は、この物体について赤井から相談を受けた稗田が魔障ヶ岳に向かったことが発端となった。
稗田は最終的に、天狗の宝器は「モノ」に自我のようなものが芽生え外部に働きかけようとした結果生み出されるもので、物体そのものには何の意味も無いと推測した。赤井が「魔」と名付けた「モノ」が引き起こした考古学的発見の捏造も、作中で明確な描写は無いものの、「モノ」が天狗の宝器を生み出すのと同様の原理によるものと思われる。一方、信田が「神」と名付けた「モノ」が生み出した天狗の宝器は、それを貰った者が霊感を得たり病気が治ったとされるが、真偽は不明。ただし狂天に限っては本物の霊感を得ている。

## エピソード一覧
- 『黒い探求者』 - 「週刊少年ジャンプ」（集英社）1974年37号
- 『赤い唇』 - 「週刊少年ジャンプ」1974年38号
- 『死人帰り』 - 「週刊少年ジャンプ」1974年39 - 41号（全3回連載）
- 『生命の木』 - 「週刊少年ジャンプ 増刊」1976年8月号
- 『闇の中の仮面の顔』 - 単行本『妖怪ハンター』書き下ろし（1978年集英社発行）
- 『海竜祭の夜』 - 「週刊ヤングジャンプ」（集英社）1982年9号
- 『ヒトニグサ』 - 「週刊ヤングジャンプ」1982年39号
- 『花咲爺論序説』 - 「週刊ヤングジャンプ」1985年39号
- 『幻の木』 - 「ヤングジャンプグレート 青春号」1987年Vol.6
- 『川上より来りて』 - 「月刊ベアーズクラブ」（集英社）1988年7月号
- 『闇の客人』 - 「YJベアーズクラブ」1990年1月号
- 『天神さま』 - 「月刊ベアーズクラブ」1990年7月-8月号（全2回連載）
- 『天孫降臨 第一章「大樹伝説」』 - 「月刊ベアーズクラブ」1990年12月号
- 『天孫降臨 第二章「樹海にて」』 - 「月刊ベアーズクラブ」 1991年1月号
- 『天孫降臨 第三章「若日子復活」』 - 「YJベアーズ」1991年夏の号
- 『うつぼ舟の女』 - 「ヤンジャンベアーズ」1991年冬の号、1992年春の号、1992年夏の号、1992年秋の号（全4回連載）
- 『蟻地獄』 - 「YJベアーズ」1992年冬号、1993年春号（全2回連載）
- 『黄泉からの声 第一章「井戸のまわりで」』 - 「月刊ベアーズクラブ」1993年8月号、1993年10月号（全2回連載）
- 『黄泉からの声 第二章「黄泉からの声」』 - 「月刊ベアーズクラブ」1993年12月号
- 『海より来るもの』 - 「月刊ベアーズクラブ」1994年2月号
- 『産女の来る夜』 - 「月刊ベアーズクラブ」1994年8月号
- 『六福神』 - 「ウルトラジャンプ」（集英社）1995年1号
- 『帰還』 - 「ウルトラジャンプ」1995年2号
- 『鏡島』 - 「ウルトラジャンプ」1995年6号
- 『淵の女』 - 「ウルトラジャンプ」1995年10号
- 『稗田のモノ語り（一）「魔障ヶ岳」』 - 「メフィスト」（講談社）2003年5月号
- 『稗田のモノ語り（二）「魔所」[注 4]』 - 「メフィスト」2003年9月号
- 『稗田のモノ語り（三）「逢魔が時」[注 5]』 - 「メフィスト」2004年1月号
- 『稗田のモノ語り（四）「神をつれた男」』 - 「メフィスト」2004年5月号
- 『稗田のモノ語り（五）「苧環」[注 6]』 - 「メフィスト」2004年9月号
- 『稗田のモノ語り（六）「名を付けなかった男」』 - 「メフィスト」2005年1月号
- 『稗田のモノ語り（七）「再び魔障ヶ岳へ」』 - 「メフィスト」2005年5月号
- 『それは時には少女となりて』 - 「アフタヌーン」2004年9月号
- 『書き損じのある妖怪絵巻』 - 「妖怪変化 京極トリビュート」2007年
- 『美加と境界の神』 - 「ウルトラジャンプ」2009年8月号
- 『悪魚の海』 - 「ウルトラジャンプ」2010年12月号 - 2011年3月号
- 『夢見村にて -薫の民俗学レポート-』 - 「ウルトラジャンプ」2012年11月号 - 2013年3月号

## 単行本
- 『妖怪ハンター』（1978年7月、ジャンプスーパーコミックス、集英社）ISBN 978-4-4201-3048-6 - 短編『生物都市』を併録。「ウルトラジャンプ」2014年3月号付録として復刻
- 『海竜祭の夜 -妖怪ハンター-』（1988年7月、ジャンプスーパーエース、集英社）ISBN 978-4-4201-3704-1 - 短編『肉色の誕生』を併録
- 『天孫降臨 -妖怪ハンター-』（1993年2月、ヤングジャンプ・コミックス、集英社）ISBN 978-4-0887-5010-1
- 『黄泉からの声 -妖怪ハンター-』（1994年7月、ヤングジャンプ・コミックス、集英社）ISBN 978-4-0887-5040-8
- 『六福神 -妖怪ハンター-』（1998年12月、ヤングジャンプ・コミックスウルトラ、集英社）ISBN 978-4-0887-5719-3
- 『妖怪ハンター 地の巻』（2005年11月、集英社文庫、集英社）ISBN 978-4-0861-8390-1
- 『妖怪ハンター 天の巻』（2005年11月、集英社文庫、集英社）ISBN 978-4-0861-8391-8
- 『妖怪ハンター 水の巻』（2005年12月、集英社文庫、集英社）ISBN 978-4-0861-8392-5
『地の巻』『天の巻』『水の巻』には、『稗田のモノ語り』を除く2005年までの全作品を収録している。
- 『稗田のモノ語り 魔障ヶ岳 妖怪ハンター』（2005年11月、KCデラックス、講談社）ISBN 978-4-0637-2060-0
- 『闇の鴬』（2009年4月、KCデラックス、講談社）ISBN 978-4-0637-5699-9 - 『それは時には少女となりて』『書き損じのある妖怪絵巻』収録
- 『妖怪ハンター 稗田の生徒たち（1） 夢見村にて』（2014年2月、ヤングジャンプ・コミックス・ウルトラ、集英社）ISBN 978-4-0887-9673-4
- 『妖怪ハンター 稗田の生徒たち 美加と境界の神／夢見村にて／悪魚の海』（2021年7月、集英社文庫、集英社）ISBN 978-4-0861-9796-0[1]
『稗田の生徒たち（1） 夢見村にて』に「美加と境界の神」を追加収録した文庫版。

## リメイク漫画
『月刊コミック@バンチ』（新潮社）2011年3月号（創刊号）から4月号にかけて、井上淳哉の作画で「闇の客人」のリメイク『妖怪HUNTER〜闇の客人〜』が掲載された。単行本全1巻。
- 妖怪HUNTER （2011年7月8日、バンチコミックス、新潮社）ISBN 978-4-1077-1624-8

## 映画
1991年に松竹富士より『ヒルコ／妖怪ハンター』として映画化されている。
また2005年に、『生命の木』を原作とした映画『奇談』も公開された。

### 『ヒルコ／妖怪ハンター』
『鉄男』で注目された塚本晋也の初となる35ミリ映画作品。ストーリーは共に1988年刊の『海竜祭の夜』に収録された、『黒い探求者』（1974年）に『赤い唇』（1974年）の要素を加えたもの。撮影は富山県の中学校と東宝スタジオ及び東京都内で行われた。
ヒルコの造形は、『遊星からの物体X』（1982年）でのロブ・ボッティンによる特殊メイク・造形のパロディ的な部分がある。
主演の沢田研二は本作で新境地を開いたと評価されている。
2021年7月9日、レストア&リマスター版が劇場公開。

#### あらすじ
妖怪の実在を訴え、異端として学会を追われた考古学者の稗田礼二郎は、亡き妻の兄・八部高史から「古代人が悪霊を鎮めるために作ったと思われる古墳を発見した」という旨の手紙を受け取り、八部家のある村に向かった。その頃、高史は古墳の調査を行っていたが、制止も聞かずついて来た教え子の月島令子と共に何者かに古墳の奥へと引き込まれ、行方不明となる。
八部の家に来た稗田は、八部家が代々村の伝承を守る旧家であること、高史が令子と共に代々伝わる「3つの角の冠」を持ち出したことを聞く。一方、八部の息子・まさおは友人2人と共に父と令子を探しに中学校へ向かったところ、化け物と化した令子に襲われる。まさおを探しに来た稗田も同じく令子に襲われ、まさおの友人2人は死亡してしまう。
稗田とまさおは高史の残したノートから、古墳の奥を開ける呪文と閉める呪文の在りかを知る。化け物＝ヒルコがこちらの世界に出ようとしていると考えた稗田は、60年前に同様の事件が起きていたことを用務員の渡辺から聞いた。その時に事態を納めたのが、まさおの祖父だったのだ。
高史と令子が持ち出した3つの角の冠を手に入れるため、古墳の奥を開ける呪文を唱え、無数のヒルコがいる世界へと入り込む稗田とまさお。冠を手に入れた稗田とまさおにヒルコたちが襲い掛かるが、ヒルコ化した高史や令子、友人たちがこれを食い止め、古墳を閉めることに成功する。

#### キャスト
稗田 礼二郎（ひえだ れいじろう）
演 - 沢田研二
考古学のプロ。一時は新進考古学と派手に騒がれたが、今では落ちぶれている。原作のクールな稗田とは異なり、「ドジで生真面目」という性格付けになっていた。後に『栞と紙魚子』の段一知など、このイメージを逆輸入した稗田的なキャラクターが著者のコメディ系作品に登場するようになる。
八部 まさお（やべ まさお）
演 - 工藤正貴
塚本中学校生徒。行方不明となった父と月島を探すため、夏休み中の中学校を片桐、青井と共に探索する。稗田の甥という設定になっている。
八部 高史（やべ たかし）
演 - 竹中直人
まさおの父で、茜の兄（稗田の義兄）。塚本中学校教師。古墳を調査中に行方不明となる。
月島 令子（つきしま れいこ）
演 - 上野めぐみ
まさおの同級生で、八部の教え子。古墳を調査中に行方不明となる。原作では『赤い唇』の登場人物。
片桐（かたぎり）
演 - 佐野智郎
まさおの友人。
青井（あおい）
演 - 塚原靖章
まさおの友人。
河野（こうの）
演 - 山下大介
まさおの同級生。
渡辺（わたなべ）
演 - 室田日出男
まさおの学校の用務員。
稗田 茜（ひえだ あかね）
演 - 朝本千可
稗田の妻。故人。
遺跡現場担当・竹下
演 - 光石研
遺跡現場担当・鈴木
演 - 趙方豪
月島 令子の母
演 - 余貴美子
月島 令子の父
演 - 大谷亮介
月島 令子の弟
演 - 猪瀬将人
月島 令子の妹
演 - 林安理
八部 高史の母
演 - 辻伊万里
八部 高史の妻
演 - 三谷侑未

#### スタッフ
- 監督・脚本：塚本晋也
- 原作：諸星大二郎
- 音楽：梅垣達志
- 音楽プロデューサー：吉田勝一
- 挿入歌：「月の夜は」（作詞：浅田有理、作曲：岩崎文紀、歌：上野めぐみ）
- 撮影：岸本正広
- 美術：赤塚訓
- 録音：影山修
- 音響効果：東洋音響（佐々木英世）
- 照明：小中健二郎
- 編集：黒岩義民
- 助監督：桜田繁、成瀬活雄、柏渕亘、川原伸一
- 製作担当：河野雅昭
- SFXスーパーバイザー：浅田英一
- 特殊効果：鳴海聡
- スタント：辻井啓嗣、山田亮、永嶋美佐子
- 衣裳：内海真敏
- メイク：深沢由美子
- 特殊メイク：織田尚、江川悦子、ピエール須田、佐和一弘、島崎恭一
- マット画合成：島倉二千六
- モデルアニメーション：小杉和次
- ハイビジョン合成：ハイビジョンコミュニケーションズ
- 撮影協力：朝日町 (富山県)
- 現像：IMAGICA
- スタジオ：東宝スタジオ
- プランニングアドバイザー：林海象
- 企画：堤康二
- 製作者：中沢敏明、中村俊安、樋口正道
- エクゼクティブ・プロデューサー：長谷川安弘
- プロデューサー：越智貞夫、米山紳

#### 映像ソフト化
- VHS版 - 1991年11月8日発売
- DVD版 - 2000年12月21日発売
- Blu-ray版 -2021年7月21日発売、映像を2Kでレストア＆リマスターした「2Kレストア版」[4]